# Maculonaclia petrusia
Maculonaclia petrusia är en fjärilsart som beskrevs av Griveaud 1966. Maculonaclia petrusia ingår i släktet Maculonaclia och familjen björnspinnare. Inga underarter finns listade i Catalogue of Life.